# VimConf
VimConfとは、Vimエディタに関する国際カンファレンスである。主催はVimの日本コミュニティであるvim-jpの有志による。
「Vimのユーザーはもとより、プラグイン開発者、コア開発への貢献者に加えて、Vimに関わるすべての人のための、国際会議」を謳っている。海外の開発者から国内ユーザーまで、Vimに関わる人々が交流する場であることを理念としており、2018年にはVimの作者であるブラム・ムーリナーも講演している。

## 開催場所
| 回     | 名称               | 年   | 日程     | 開催地        |
| ------ | ------------------ | ---- | -------- | ------------- |
| 第1回  | VimConf 2013       | 2013 | 10月16日 | 東京 - 白金台 |
| 第2回  | VimConf 2014       | 2014 | 11月8日  | 東京 - 渋谷   |
| 第3回  | VimConf 2015       | 2015 | 11月25日 | 東京 - 渋谷   |
| 第4回  | VimConf 2016       | 2016 | 11月5日  | 東京 - 渋谷   |
| 第5回  | VimConf 2017       | 2017 | 11月4日  | 東京 - 秋葉原 |
| 第6回  | VimConf 2018       | 2018 | 11月24日 | 東京 - 秋葉原 |
| 第7回  | VimConf 2019       | 2019 | 11月3日  | 東京 - 秋葉原 |
| 第8回  | VimConf 2023 Tiny  | 2023 | 11月18日 | 東京 - 秋葉原 |
| 第9回  | VimConf 2024       | 2024 | 11月23日 | 東京 - 秋葉原 |
| 第10回 | VimConf 2025 Small | 2025 | 11月2日  | 東京 - 秋葉原 |